# Mamey, Veracruz
Mamey är en ort i Mexiko.   Den ligger i kommunen Tihuatlán och delstaten Veracruz, i den sydöstra delen av landet, 200 km nordost om huvudstaden Mexico City. Mamey ligger 113 meter över havet och antalet invånare är 409.
Terrängen runt Mamey är kuperad åt sydväst, men åt nordost är den platt. Runt Mamey är det ganska tätbefolkat, med 104 invånare per kvadratkilometer. Närmaste större samhälle är Castillo de Teayo, 12,5 km norr om Mamey. Omgivningarna runt Mamey är en mosaik av jordbruksmark och naturlig växtlighet.